# Едвард Лоу (бізнесмен)
Едвард Лоу (англ. Edward Lowe; 10 липня 1920 – 4 жовтня 1995) — американський бізнесмен і підприємець, який прославився винаходом котячого туалету. «Школа малого бізнесу» описала його як «будує величезний бізнес з нічого», і наводить його в якості хрестоматійного прикладу людини, який «створив продукт, вивів його на ринок, винайшов індустрію і продав свій бізнес за мільйони». До моменту його смерті його компанія коштувала близько п'ятисот мільйонів доларів (або 839 мільйонів доларів сьогодні, з поправкою на інфляцію).

## Біографія
Едвард Лоу народився 10 липня 1920 року в Сент-Полі, штат Міннесота, в сім'ї Лулу і Генрі. Його сім'я переїхала в Кассополіс, штат Мічиган, де він навчався в середній школі в Кассополісі. У нього було четверо дітей і шестеро онуків. Він служив у військово-морському флоті США під час Другої світової війни.

## Винахід котячого туалету
До винаходу Лоу люди тримали своїх кішок назовні, використовуючи попіл, бруд або пісок як котячий туалет, коли це було необхідно, щоб тримати їх всередині. Одного разу в січні 1947 року місіс Дрейпер, сусідка Едварда Лоу в Кассополісі, штат Мічиган, попросила у нього трохи піску для котячого туалету. Її купа піску була заморожена, тому вона використовувала попіл, але вони стежили за всім її будинком. Замість піску Лоу дав їй трохи глини, званої «Землею Фуллера», набір глинистих мінералів, здатних поглинати їх вагу у воді. Вона виявила, що це працює набагато краще, ніж пісок або попіл. У пізніші роки він працював над створенням підстилки для відходів шимпанзе з Джейн Гудолл, але не зміг розробити успішний продукт.

## Кар'єра
У 1947 році Лоу вирішив продати глину. Він упакував його в п'ятифунтові (2,3 кг) мішки і назвав «котячим сміттям». Він запропонував місцевому зоомагазину продати його за 65 центів (або 7,44 долара сьогодні). Власник магазину відмовився, сказавши, що він не буде продаватися, тому що пісок був набагато дешевше. Лоу сказав йому, щоб він віддав його безкоштовно, поки люди не захочуть платити за нього. Котячий послід мав успіх. Лоу роз'їжджав по країні, продаючи котячий послід. Він навіть чистив коробки на виставках котів, щоб мати стенд для демонстрації свого продукту. Він заснував «Edward Lowe Industries» і створив «Tidy Cat» в 1964 році. На початку 1980-х років він майже втратив свій ринок для «Clorox», але до 1990 року «Edward Lowe Industries» був провідним виробником наповнювача для котячих коробок.
В останні роки життя Лоу вирішив, що найкращий спосіб зберегти свій бізнес після його смерті-передати управління компанії, що фінансується венчурними капіталістами з Нью-Йорка і Чикаго. Продаж відбувся в 1990 році, коли компанія була перейменована в корпорацію «Голден Кет»; Лоу залишився акціонером і директором. Пізніше «The New York Times» оцінила цей продаж у 200 мільйонів доларів (або 391 мільйон доларів сьогодні). Після його смерті корпорація «Голден Кет» була продана Ралстону Пурині. Помер  4 жовтня 1995 року в містечку Сарасота, штат Флорида, США.